# Paracoryphagrion deltoides
Paracoryphagrion deltoides (лат.) — ископаемый вид стрекоз, единственный в составе монотипических рода Paracoryphagrion и семейства Paracoryphagrionidae (Zygoptera). Обнаружены в меловом бирманском янтаре (около 100 млн лет; Мьянма, Юго-Восточная Азия).

## Описание
Крупные стрекозы (длина сохранившейся части одного крыла около 3 см). Многие ячейки крыла имеют дельтовидную форму. Птеростигма длинная, простирается на 12 крыловых ячеек.
Жилка CuA длинная, достигает заднего края крыла на уровне птеростигмы. Вид Paracoryphagrion deltoides был впервые описан в 2018 году группой китайских палеоэнтомологов (Daran Zheng et al.), совместно с коллегами из Франции (André Nel; Muséum national d’Histoire naturelle, Париж) и Великобритании (Edmund A. Jarzembowski; The Natural History Museum, Лондон) по материалам из бирманского янтаря (возраст около 100 млн лет; Юго-Восточная Азия, Мьянма, Hukawng Valley, Kachin Province). Новые вид и род выделены в отдельное монотипическое семейство Paracoryphagrionidae в составе клады Pseudostigmatoidea (ранее в составе Coenagrionoidea из подотряда равнокрылые стрекозы, Zygoptera). Надсемейство Pseudostigmatoidea включает также семейство  Coryphagrionidae с одним монотипическим родом и видом Coryphagrion grandis Morton, 1924 из прибрежных разреженных тропических лесов Кении и Танзании, и семейство Pseudostigmatidae (или подсемейство Pseudostigmatinae в составе семейства стрелок Coenagrionidae) с крупнейшей современной гигантской стрекозой Megaloprepus caerulatus Drury, 1782 с размахом до 190 мм.

## Этимология
Вид Paracoryphagrion deltoides назван по признаку сходства с родом Coryphagrion и множеству дельтовидных ячеек крыла.